# Дієго Гомес Барросо
Діє́го Го́мес Барро́со (ісп. Diego Gómez Barroso; ? — 6 квітня 1384) — кастильський лицар, магістр Алькантарського ордену (1383—1384). Представник кастильського роду Барросо. Народився у Толедо, Кастилія. Син Гомеса Переса Барросо. Ймовірно, близький родич кардинала Педро Гомеса Барросо. Час вступу до ордену невідомий. Був командором Бенкеренсії (до 1383). Обраний магістром після смерті Дієго Мартінеса. Керував орденом лише декілька місяців. Через претензії кастильського короля Хуана І на португальський трон взяв участь у португалько-кастильській війні. Провів миттєву мобілізацію лицарів ордену (1383). Разом із сантьягівцями та південними кастильськими силами вторгся до португальської провінції Алентежу (1384). Під час облоги Фронтейри зустрівся із португальським військом під проводом Нуну Перейри. Загинув у битві при Атолейруші, де разом із ним полягло багато лицарів ордену. Похований у орденській церкві святої Марії в Алькантарі, поряд із тілами загиблих братів.